# Tần Cương
Tần Cương (tiếng Trung giản thể: 秦刚, bính âm Hán ngữ: Qín Gāng, sinh ngày 19 tháng 3 năm 1966, người Hán) là nhà ngoại giao, chính trị gia nước Cộng hòa Nhân dân Trung Hoa. Ông là Ủy viên Ủy ban Trung ương Đảng Cộng sản Trung Quốc khóa XX, từng là Bộ trưởng Bộ Ngoại giao Trung Quốc (30/12/2022 - 25/7/2023) Nguyên Phó Bí thư Đảng ủy Bộ. Ông từng là Đại sứ Trung Quốc tại Hoa Kỳ; Phó Bộ trưởng Bộ Ngoại giao và là người phát ngôn của cơ quan phụ trách ngoại giao này. Ngày 25/7/2023 Ủy ban Thường vụ Nhân đại Trung Quốc (Quốc Hội) đã bỏ phiếu bãi nhiệm chức danh Bộ trưởng Ngoại giao đối với Tần Cương.
Tần Cương là Đảng viên Đảng Cộng sản Trung Quốc, học vị Cử nhân Quan hệ quốc tế. Ông có cả sự nghiệp đều công tác ở ngành ngoại giao, từng hoạt động ngoại giao ở Anh Quốc và Hoa Kỳ trước khi trở thành Bộ trưởng Ngoại giao Trung Quốc.

## Xuất thân và giáo dục
Tần Cương sinh ngày 19 tháng 3 năm 1966 tại thành phố Thiên Tân thuộc tỉnh Hà Bắc, nay tách ra thành trực hạt thị Thiên Tân của Cộng hòa Nhân dân Trung Hoa. Ông lớn lên và tốt nghiệp cao trung ở Thiên Tân, thi cao khảo năm 1984 và đỗ Học viện Quan hệ Quốc tế, lên thủ đô nhập học hệ chính trị quốc tế vào tháng 9 cùng năm rồi tốt nghiệp cử nhân chuyên ngành quan hệ quốc tế vào tháng 7 năm 1988. Ông cũng được kết nạp Đảng Cộng sản Trung Quốc khi là sinh viên.

## Sự nghiệp

### Các thời kỳ
Sau khi tốt nghiệp đại học, Tần Cương đã được nhận vào Cục công tác phục vụ nhân viên ngoại giao Bắc Kinh. Năm 1992, ông chuyển đến làm việc tại Bộ Ngoại giao, bắt đầu sự nghiệp ngoại giao của mình, ông ba lần phục vụ tại các đại sứ quán ở hải ngoại. Trong Bộ Ngoại giao, Tần Cương đã có các chức vụ là Tùy viên, Bí thư thứ 3 Ban Tây Âu; Bí thư thứ ba Đại sứ quán Trung Quốc ở Luân Đôn, sau đó thăng chức là Bí thư thứ hai Ban Tây Âu, Phó Trưởng ban, rồi Trưởng ban, Tham tán của Đại sứ quán Trung Quốc tại Anh. Tháng 1 năm 2005, ông được điều về Trung Quốc, thay thế Chương Khải Nguyệt làm Phó Ty trưởng Ty Thông tin và trở thành Người phát ngôn của Bộ Ngoại giao, bắt đầu công tác chủ trì kỳ họp thường kỳ đầu tiên vào ngày 5 tháng 4. Sau 5 năm liền công tác ở vị trí này cho đến tháng 9 năm 2010, ông được cử trở lại Đại sứ quán tại Anh Quốc, nhậm chức Công sứ. Ở đây 2 năm, đến tháng 1 năm 2012, ông quay trở về Trung Quốc và giữ chức vụ Ty trưởng Ty Thông tin, tiếp tục là Người phát ngôn của Bộ Ngoại giao. Ngày 2 tháng 1 năm 2015, Tần Cương chuyển sang giữ chức Ty trưởng Ty Lễ tân Bộ Ngoại giao.
Tháng 4 năm 2017, Tần Cương nhậm chức Trợ lý Bộ trưởng Bộ Ngoại giao vào thời điểm này là Ủy viên Quốc vụ Vương Nghị, được giao phụ trách công tác thông tin, thời sự, lễ tân, và các vấn đề khu vực Mỹ Latinh, tiếp tục kiêm nhiệm Ty trưởng Lễ tân. Sang tháng 9 năm 2018, ông được bổ nhiệm làm Phó Bộ trưởng Bộ Ngoại giao, tiếp tục phụ cách các lĩnh vực như khi là trợ lý bộ trưởng, sau đó 1 năm thì ông chuyển sang phụ trách các vấn đề châu Âu được chuyển giao từ cựu Phó Bộ trưởng Vương Siêu, đồng thời vẫn phụ trách công tác thời sự, lễ tân. Vào tháng 4 năm 2021, ông được bổ nhiệm làm Đại sứ Trung Quốc tại Hoa Kỳ, sau đó 3 tháng thì tới nước này để đảm nhận chức vụ mới với tư cách là đại sứ thứ 11 của Trung Quốc tại Hoa Kỳ.

### Bộ trưởng Ngoại giao
Cuối năm 2022, Tần Cương tham gia Đại hội Đảng Cộng sản Trung Quốc lần thứ XX từ đoàn đại biểu khối cơ quan trung ương Đảng và Nhà nước. Trong quá trình bầu cử tại đại hội, ông được bầu là Ủy viên Ủy ban Trung ương Đảng Cộng sản Trung Quốc khóa XX. Vào ngày 30 tháng 12 năm 2022, theo quyết định của cuộc họp thứ 38 của Ủy ban Thường vụ Nhân đại Trung Quốc khóa XIII, Tần Cương được bổ nhiệm làm Bộ trưởng Bộ Ngoại giao, kế nhiệm Vương Nghị. Bên cạnh đó, ông là Phó Bí thư Đảng ủy Bộ Ngoại giao, công tác cùng Ủy viên Trung ương Đảng, Bí thư Đảng ủy Tề Ngọc.
Bị bãi nhiệm
Ngày 25/7/2023, Ủy ban Thường vụ Đại hội Đại biểu Nhân dân Toàn quốc Trung Quốc (Nhân đại Trung Quốc) đã bỏ phiếu bãi nhiệm chức danh Bộ trưởng Ngoại giao đối với ông Tần Cương, người được thay thế là Ủy viên Quốc vụ, Chủ nhiệm Văn phòng Ủy ban Công tác Ngoại sự Trung ương Đảng Cộng sản Trung Quốc Vương Nghị, người trước đó là Ngoại trưởng tiền nhiệm của Tần.
Theo một bài báo đăng ngày 19 tháng 9 năm 2023 trên tờ The Wall Street Journal, Tần đã ngoại tình với nhà báo Phó Hiểu Thiên khi đang làm đại sứ tại Hoa Kỳ và có một đứa con ngoài giá thú tại đó.

## Đời tư
Hiện ông đã có gia đình và một đứa con trai.